# Mirai ninja: Keiun kinin gaiden
Pour plus de détails, voir Fiche technique et Distribution.
Mirai ninja: Keiun kinin gaiden (未来忍者 慶雲機忍外伝) est un film japonais réalisé par Keita Amemiya, sorti en 1988. Il est basé sur le jeu vidéo Mirai Ninja sorti la même année, ce qui en fait l'un des tous premiers films adaptés d'un jeu vidéo,.

## Synopsis
Dans un Japon médiéval-fantastique et futuriste, la guerre a éclaté entre les humains et les cyborgs.

## Fiche technique
- Titre : Mirai ninja: Keiun kinin gaiden
- Titre original : 未来忍者 慶雲機忍外伝
- Autres titres : Cyber Ninja (États-Unis) / Warlord (Canada) / Robo Ninja (Royaume-Uni)
- Réalisation : Keita Amemiya
- Scénario : Satoshi Kitahara, Keita Amemiya et Hajime Tanaka
- Musique : Norio Nakagata et Kōichi Ota
- Photographie : Kazuo Sagawa
- Montage : Koichi Sugisawa
- Production : Keiji Takagi
- Société de production : Gaga Communications, Graphical Corporation Crowd et Namco
- Pays :  Japon
- Genre : Action, fantasy et science-fiction
- Durée : 71 minutes
- Dates de sortie : 
  - Japon : 23 octobre 1988 (Tokyo International Fantastic Film Festival), 2 décembre 1988 (vidéo)

## Distribution
- Hanbei Kawai : Akagi
- Kunihiko Ida : Jiromaru
- Eri Morishita : princesse Saki
- Makoto Yokoyama : Shiranui
- Satoshi Itō : Hiyukaku / Shiranui (voix)
- Fuyukichi Maki : Kajiwara Sandayu
- Masaaki Emori : Kurosagi Shikigami
- Shōhei Yamamoto : Raimei Hoshi
- Mizuho Yoshida : Shoki
- Hiroaki Mita : Shoki (voix)
- Hideki Sasaki : Ninja-Roid (voix)